# 116 î.Hr.

## Nașteri
- Marcus Terentius Varro, scriitor roman (d. 27 î.Hr.)